# Angola hívójelkörzetei
Angola jelenleg (2024) nincs felosztva hívójelkörzetekre.
Angola számára az ITU a D[2..3] hívójelprefixet határozta meg.
| Prefix  | Körzet | Hely/jelleg                                                | ITU zóna | CQ zóna | 1 szintű QTH lokátor |
| ------- | ------ | ---------------------------------------------------------- | -------- | ------- | -------------------- |
| CR      | 6      | Kivezetve, Portugáliától való gyarmati függés megszűntével | 52       | 36      | JI, KI, JH, KH       |
| D[2..3] | [0..9] | Angola                                                     | 52       | 36      | JI, KI, JH, KH       |

## Lajstromjel
Vízi és légi járművek lajstromjelezéséhez a D2 prefixet használják.